# Stefano Baruffaldi
Stefano Baruffaldi (17 settembre 1992) è un ex sciatore alpino italiano.

## Biografia
Originario di Dervio e attivo in gare FIS dal dicembre del 2007, Baruffaldi ha esordito in Coppa Europa il 23 febbraio 2011 a Sarentino in discesa libera (87º) e in Coppa del Mondo il 20 dicembre 2013 in Val Gardena in supergigante (55º); nella stagione 2019-2020 ha ottenuto tre podi in Nor-Am Cup. Il 7 dicembre 2020 ha conquistato il miglior piazzamento in Coppa del Mondo, concludendo al 24º posto lo slalom gigante di Santa Caterina Valfurva, e ha preso per l'ultima volta il via nel massimo circuito internazionale il 9 gennaio 2021 ad Adelboden nella medesima specialità, senza completare la prova. Si è ritirato al termine di quella stessa stagione 2020-2021 e la sua ultima gara è stata lo slalom gigante dei Campionati austriaci 2021, disputato il 30 marzo a Glungezer e chiuso da Baruffaldi al 9º posto; non ha preso parte a rassegne olimpiche o iridate.

## Palmarès

### Coppa del Mondo
- Miglior piazzamento in classifica generale: 141º nel 2021

### Coppa Europa
- Miglior piazzamento in classifica generale: 137º nel 2014

### Nor-Am Cup
- Miglior piazzamento in classifica generale: 25º nel 2020
- 2 podi:
  - 1 secondo posto
  - 1 terzo posto

### Australia New Zealand Cup
- Miglior piazzamento in classifica generale: 8º nel 2017
- 1 podio:
  - 1 terzo posto

### Far East Cup
- Miglior piazzamento in classifica generale: 11º nel 2019
- 4 podi:
  - 3 secondi posti
  - 1 terzo posto